# Pfälzische T 5
Die Güterzuglokomotiven der Gattung T 5 der Pfälzischen Eisenbahnen waren laufradsatzlose Tenderlokomotiven mit fünf Kuppelradsätzen.

## Geschichte
Die Maschinen wurden speziell für den Einsatz vor schweren Kohlezügen auf der Steilrampe zwischen Pirmasens und Biebermühle 1907 bei der Lokomotivfabrik Krauss & Comp., München, beschafft. Es handelte sich dabei um den letzten Tenderlokomotiventyp, welcher eigenständig von den Pfälzischen Eisenbahnen entwickelt wurde. Sie erreichten in der Ebene eine Geschwindigkeit von 40 km/h mit 1.510 t Wagenzugmasse. Auf einer Steigung von zwei Promille konnten sie noch 200 t mit 30 km/h befördern. Damit waren sie leistungsschwächer als die zeitgenössischen laufradsatzlosen Fünfkuppler der Bahnen Preußens, Sachsens oder Württembergs.
Die Lokomotiven wurden 1925 von der Deutschen Reichsbahn als Baureihe 94.0 in ihrem Nummernplan eingeordnet. Da ihre Leistungsdaten schlechter waren als die der anderen fünffach gekuppelten Länderbahnlokomotiven wurden sie bereits 1926 ausgemustert.
Die ehemalige Nr. 307 (94 002) verkaufte man an den Eschweiler Bergwerks-Verein (EBV), der sie auf der Steinkohlenzeche Carl Alexander in Baesweiler bis 1974 einsetzte; sie trug beim EBV den Namen Carl Alexander und die Betriebsnummer 3. Diese Lok blieb erhalten, sie ist heute im Museum der Deutschen Gesellschaft für Eisenbahngeschichte e.V. in Neustadt an der Weinstraße ausgestellt.

## Konstruktive Merkmale
Die Lokomotiven verfügten über einen genieteten Blechrahmen; der Wasserkasten war zwischen dem Kessel und dem Rahmen angeordnet.
Der Kessel verfügte über zwei Langkesselschüsse und einen breiten, über dem Rahmen liegenden Stehkessel mit kupferner Feuerbüchse. Die Kesselspeisung erfolgte über zwei Dampfstrahlpumpen.
Der zweite und vierte Kuppelradsatz waren fest im Rahmen gelagert, die übrigen Radsätze führte man seitlich verschiebbar nach dem Gölsdorf-Prinzip aus.
Das Zweizylinder-Nassdampftriebwerk mit einfacher Dampfdehnung trieb den vierten Kuppelradsatz an. Die einschienige Kreuzkopfführung befand sich auffällig weit hinten im Bereich des zweiten Kuppelradsatzes. Die Dampfmaschine besaß Kolbenschieber mit äußerer Einströmung und eine außenliegende Heusinger-Steuerung mit Hängeeisen. Ungewöhnlich war auch die weit untermittig und unterhalb der Schieberstange erfolgte Anordnung der Schieberschubstange.
Als Bremse kam gemäß pfälzischen Vorgaben eine Druckluftbremse der Bauart Schleiffer zum Einsatz, welche beidseitig auf die zweite und dritte Kuppelachse wirkte. Zusätzlich gab es noch eine Extersche Handbremse.